# Марк Валерий Максим Лактука
Марк Валерий Максим Лактука (лат. Marcus Valerius Maximus Lactuca; V век до н. э.) — римский политический деятель, консул 456 года до н. э.

## Биография
Марк Валерий принадлежал к патрицианскому роду Валериев. Он был сыном Мания Валерия Максима, диктатора в 494 году до н. э.. Его когномен происходит от латинского названия растения — Lactūca.
Согласно Титу Ливию, в 458 году до н. э. Марк Валерий получил квестуру. Его коллегой по должности был Тит Квинкций Капитолин Барбат. Двумя годами позже Валерий стал консулом вместе со Спурием Вергинием. В течение 456 года до н. э. Рим не вёл войн. Главным событием стал закон, разрешавший плебеям и переселенцам застраивать и возделывать земли на Авентинском холме (lex Icilia). Согласно Цензорину, тогда же состоялись первые Терентинские игры
Сыном Марка Валерия был консул-суффект 437 года до н. э. того же имени.